# Kvarnsjön (Knutby socken, Uppland)
Kvarnsjön är en sjö i Uppsala kommun i Uppland och ingår i Skeboåns huvudavrinningsområde. Sjön är 2,4 meter djup, har en yta på 0,0671 kvadratkilometer och är belägen 19,1 meter över havet.

## Delavrinningsområde
Kvarnsjön ingår i det delavrinningsområde (664425-164809) som SMHI kallar för Utloppet av Sottern. Medelhöjden är 25 meter över havet och ytan är 49,83 kvadratkilometer. Det finns inga avrinningsområden uppströms utan avrinningsområdet är högsta punkten. Vagnboströmmen som avvattnar avrinningsområdet har biflödesordning 2, vilket innebär att vattnet flödar genom totalt 2 vattendrag innan det når havet efter 28 kilometer. Avrinningsområdet består mestadels av skog (71 procent) och jordbruk (11 procent). Avrinningsområdet har 2,24 kvadratkilometer vattenytor vilket ger det en sjöprocent på 4,5 procent. Bebyggelsen i området täcker en yta av 0,97 kvadratkilometer eller 2 procent av avrinningsområdet.